# Jean-Philippe Fleurian
Jean-Philippe Fleurian (Parigi, 11 settembre 1965) è un ex tennista francese.

## Carriera
Ottenne il suo best ranking in singolare il 30 aprile 1990 con la 37ª posizione mentre nel doppio divenne il 29 gennaio 1990, il 55º del ranking ATP.
In singolare, in carriera, vinse otto tornei del circuito Challenger arrivando in due occasioni in finale di tornei del circuito ATP: l'ATP Itaparica nel 1986, dove fu sconfitto da Andrés Gómez, e l'Heineken Open nel 1991, dove fu superato da Karel Nováček. Nel 1996, partendo dalle qualificazioni, raggiunse il quarto turno dell'Australian Open superando nell'ordine Sjeng Schalken, Stefan Edberg e Richard Krajicek prima di essere sconfitto dallo statunitense Michael Chang.
Nel 1996 vinse l'Open 13, unica sua vittoria in doppio, in coppia con il connazionale Guillaume Raoux; in quell'occasione superò il sudafricano Marius Barnard e lo svedese Peter Nyborg in due set: 6-3, 6-2.
In due sole occasioni, nel 1986 e nel 1994 è stato convocato nella squadra francese di Coppa Davis, con un bilancio di una vittoria in singolare ed una sconfitta in doppio.

## Statistiche

### Singolare

#### Finali perse (2)
| Legenda                                                      |
| Grande Slam (0)                                              |
| ATP Tour World Championships / Tennis Masters Cup (0)        |
| ATP Super 9 / Tennis Masters Series (0)                      |
| ATP Championships Series / ATP International Series Gold (0) |
| ATP World Series / ATP International Series (2)              |

| N. | Data             | Torneo                   | Superficie | Avversario in finale | Punteggio      |
| 1. | 23 novembre 1986 | ATP Itaparica, Itaparica | Cemento    | Andrés Gómez         | 6-4, 4-6, 4-6  |
| 2. | 7 gennaio 1991   | Heineken Open, Auckland  | Cemento    | Karel Nováček        | 6(5)–7, 6(4)–7 |

### Doppio

#### Vittorie (1)
| Legenda                                                      |
| Grande Slam (0)                                              |
| ATP Tour World Championships / Tennis Masters Cup (0)        |
| ATP Super 9 / Tennis Masters Series (0)                      |
| ATP Championships Series / ATP International Series Gold (0) |
| ATP World Series / ATP International Series (1)              |

| N. | Data             | Torneo             | Superficie  | Compagno        | Avversari in finale         | Punteggio |
| 1. | 12 febbraio 1996 | Open 13, Marsiglia | Cemento (i) | Guillaume Raoux | Marius Barnard Peter Nyborg | 6-3, 6-2  |

#### Finali perse (3)
| Legenda                                                      |
| Grande Slam (0)                                              |
| ATP Tour World Championships / Tennis Masters Cup (0)        |
| ATP Super 9 / Tennis Masters Series (0)                      |
| ATP Championships Series / ATP International Series Gold (0) |
| ATP World Series / ATP International Series (3)              |

| N. | Data              | Torneo                                   | Superficie    | Compagno         | Avversari in finale            | Punteggio |
| 1. | 25 aprile 1994    | Madrid Tennis Grand Prix, Madrid         | Terra rossa   | Jakob Hlasek     | Rikard Bergh Menno Oosting     | 3-6, 4-6  |
| 2. | 6 febbraio 1995   | Open 13, Marsiglia                       | Sintetico (i) | Rodolphe Gilbert | David Adams Andrej Ol'chovskij | 1-6, 4-6  |
| 3. | 22 settembre 1997 | Grand Prix de Tennis de Toulouse, Tolosa | Cemento (i)   | Maks Mirny       | Jacco Eltingh Paul Haarhuis    | 3-6, 6-7  |

### Tornei minori

#### Singolare

##### Vittorie (8)
| Legenda tornei minori |
| Challenger (8)        |
| Futures (0)           |

| N. | Data              | Torneo                                    | Superficie  | Avversario in finale | Punteggio     |
| 1. | 29 novembre 1988  | Ogbe Challenger, Ogbe                     | Cemento     | Nduka Odizor         | 6-3, 6-3      |
| 2. | 5 dicembre 1988   | Ikeja Challenger, Ikeja                   | Cemento     | Nduka Odizor         | 6-3, 7-6      |
| 3. | 12 luglio 1993    | Ostend Challenger, Ostenda                | Terra rossa | Jan Apell            | 7-6, 7-5      |
| 4. | 16 agosto 1993    | Bronx Tennis Classic, Bronx               | Cemento     | Chris Wilkinson      | 3-6, 7-5, 6-2 |
| 5. | 13 settembre 1993 | Budapest Challenger, Budapest             | Terra rossa | Sándor Noszály       | 6-4, 6-3      |
| 6. | 11 ottobre 1993   | Ponte Vedra Challenger, Ponte Vedra Beach | Cemento     | Maurice Ruah         | 7-6, 3-6, 6-2 |
| 7. | 24 luglio 1995    | Aberto de São Paulo, San Paolo            | Cemento     | Vincenzo Santopadre  | 7-6, 6-3      |
| 8. | 28 luglio 1997    | Istanbul Challenger, Istanbul             | Cemento     | Mark Petchey         | 6-3, 6-1      |

#### Doppio

##### Vittorie (10)
| Legenda tornei minori |
| Challenger (10)       |
| Futures (0)           |

| N.  | Data             | Torneo                                    | Superficie  | Compagno           | Avversari in finale                | Punteggio     |
| 1.  | 3 ottobre 1988   | Estoril Challenger, Estoril               | Cemento     | João Cunha e Silva | Ivan Kley Fernando Roese           | 7-6, 6-3      |
| 2.  | 28 novembre 1988 | Ogbe Challenger, Ogbe                     | Cemento     | Nduka Odizor       | Frank Rieker John Schmitt          | 6-4, 6-2      |
| 3.  | 5 dicembre 1988  | Ikeja Challenger, Ikeja                   | Cemento     | Nduka Odizor       | Srinivasan Vasudevan Marc Walder   | 6-3, 6-7, 6-3 |
| 4.  | 27 novembre 1989 | Brasilia Challenger, Brasilia             | Cemento     | Charles Beckman    | Javier Frana Gustavo Luza          | 4-6, 6-3, 6-0 |
| 5.  | 15 luglio 1991   | Campos Challenger, Campos do Jordão       | Cemento     | Yahiya Doumbia     | Nelson Aerts Danilo Marcelino      | 6-3, 6-3      |
| 6.  | 1º febbraio 1993 | Punta del Este Challenger, Punta del Este | Terra rossa | Mark Koevermans    | William Kyriakos Fernando Meligeni | 6-4, 6-1      |
| 7.  | 8 febbraio 1993  | Mar del Plata Challenger, Mar del Plata   | Terra rossa | Mark Koevermans    | Andrej Merinov Laurence Tieleman   | 6-3, 6-3      |
| 7.  | 2 agosto 1993    | Istanbul Challenger, Istanbul             | Cemento     | Roger Smith        | Miles MacLagan Dinu Pescariu       | 7-6, 6-3      |
| 8.  | 2 maggio 1994    | Ljubljana Challenger, Lubiana             | Terra rossa | Olivier Delaître   | Kenneth Carlsen Mikael Tillström   | 6-1, 4-6, 6-1 |
| 9.  | 31 luglio 1995   | Brasilia Challenger, Brasilia             | Cemento     | Nicolás Pereira    | Noam Behr Lior Mor                 | 7-6, 6-2      |
| 10. | 28 luglio 1997   | Istanbul Challenger, Istanbul             | Cemento     | João Cunha e Silva | Chris Haggard Mark Petchey         | Walkover      |